# هارالد هانسن
هارالد هانسن (بالدنماركية: Harald Hansen)‏ (و. 1884 – 1927 م) هو لاعب كرة قدم، ومدرب كرة قدم، من الدنمارك، ولد في كوبنهاغن، شارك في الألعاب الأولمبية الصيفية 1912، والألعاب الأولمبية الصيفية 1908، مركز لعبه هو مُدَافِع، توفي في آرهوس، عن عمر يناهز 43 عاماً.

## روابط خارجية
- هارالد هانسن على موقع قاعدة بيانات كرة القدم.إي يو (الإنجليزية)
- هارالد هانسن على موقع ناشيونال فوتبول تيمز (الإنجليزية)
- هارالد هانسن على موقع عالم كرة القدم.نت (الإنجليزية)
- هارالد هانسن على موقع اللجنة الأولمبية الدولية (الإنجليزية)
- هارالد هانسن على موقع أوليمبيديا (الإنجليزية)